# Francisco Alcoriza
Francisco Alcoriza Gimeno, conocido futbolísticamente como Alcoriza (Barcelona, España, 1903) es un exfutbolista español.

## Biografía
Ingresó en 1922 en el CE Europa. En 1923 logró el Campeonato de Cataluña y fue subcampeón de la Copa de España, en la mejor temporada de la historia del club escapulado.
El 29 de febrero de 1929 fue uno de los once jugadores que disputaron el primer partido del CE Europa en Primera División, con motivo de la jornada inaugural del torneo. En febrero de 1930 asumió la capitanía del cuadro graciense, tras la renuncia de Manel Cros.
Integró la plantilla del Europa en las tres temporadas que el equipo barcelonés disputó en Primera División. Con 45 partidos, es el segundo futbolista que más veces ha defendido la camiseta escapulada en la máxima categoría, tras Agustín Layola.
En 1931, tras el descenso del CE Europa, se incorporó al FC Barcelona. Se fichó para cubrir las posibles bajas por lesión de los zagueros titulares. Veterano ya al llegar al Barça, nunca comenzaba las temporadas como titular. Sin embargo, las 109 ocasiones en las que se enfundó la camiseta azulgrana evidenciaron su calidad y su versatilidad, ya que destacaba jugando por ambas bandas.

## Selección nacional
En enero de 1930 fue convocado por la selección española para jugar un amistoso ante Checoslovaquia, pero no llegó a debutar.

## Clubes
| Club         | País   | Año       |
| ------------ | ------ | --------- |
| CE Europa    | España | 1922-1931 |
| FC Barcelona | España | 1931-1935 |

## Palmarés

### Campeonatos regionales
| Título                 | Club         | País   | Año  |
| ---------------------- | ------------ | ------ | ---- |
| Campeonato de Cataluña | CE Europa    | España | 1923 |
| Campeonato de Cataluña | FC Barcelona | España | 1932 |
| Campeonato de Cataluña | FC Barcelona | España | 1935 |